# سیارک ۱۱۷۲۸
سیارک ۱۱۷۲۸ (به انگلیسی: 11728 Einer، نامگذاری:1998JC2) یازده هزار و هفتصد و بیست و هشتمین سیارک کشف شده‌است که در ۱ مه ۱۹۹۸ کشف شد.
قدر مطلق سیارک برابر ۱۹٫۵ است.